# Derek Ho
Derek Ho (* 26. September 1964 in Kailua; † 17. Juli 2020 in Wahiawa) war ein US-amerikanischer professioneller Surfer von  der Insel Oahu im US-Bundesstaat Hawaii. Er war der erste Polynesier, der die Weltmeisterschaft im Wellenreiten gewann (1993).

## Leben
Derek Ho wurde als Sohn eines Waikiki-Surflehrers in Kailua geboren. Sein Cousin war der bekannte hawaiianische Sänger und Entertainer Don Ho. Er begann das Surfen im Alter von drei Jahren. In den folgenden Jahren nahm er den Sport noch nicht so ernst. Er geriet als Teenager auf die schiefe Bahn und wurde mehrmals wegen Diebstahls verhaftet. Erst nachdem er im Alter von 18 Jahren zehn Tage im Gefängnis verbracht hatte, beschloss er, sich seiner Surfkarriere zu widmen. Er machte seinen Schulabschluss an der Kailua High School und zog später nach Pupukea, wo er nur eine Minute vom Strand entfernt wohnte.

## Karriere
Ho war Goofy-Foot-Surfer. Ein Surfschulbetreiber erkannte dessen Talent und schickte ihn 1982 zu einem Surfwettbewerb nach Japan, wo er das Halbfinale erreichte und seine Berufung erkannte. Ein Jahr später gewann er den dritten Platz bei den Pipeline Masters an der North Shore. Im Jahr 1985 erreichte er mit seinem Bruder Michael die „Top 16“. Er war Gewinner des Triple-Crown-of-Surfing-Wettbewerbs 1984, 1986, 1988 und 1990. Bei der Weltmeisterschaft im Wellenreiten 1993 lag er nach neun Events nur an fünfter Stelle, es blieb nur noch das Pipeline Masters. Der große Favorit war Kelly Slater. An den Acht-Fuß-Wellen scheiterten nacheinander alle anderen Wettbewerber und Ho wurde der erste native Hawaiianer, der den Weltmeistertitel gewann. Er war mit 1,65 m auch der kleinste und bis dahin mit 29 Jahren älteste Weltmeister im Wellenreiten. Er beendete seine Surfkarriere 1998 mit neun „Top 16“ Siegen.
Ho verstarb am 17. Juli 2020 nach einem Herzanfall in einem Krankenhaus in Wahiawa. Einen Tag davor war er noch an einem Strand in Pupukea beim Surfen gesehen worden.

## Filme
Er wirkte in über 50 Surf-Filmen und -Videos mit, darunter:
- Wave Warriors (1985)
- Shock Waves (1987)
- Surfers: The Movie (1990)
- Aloha Bowls (1994)
- TV Dinners (1995)
- Side B (1997)